# Axel von dem Bussche

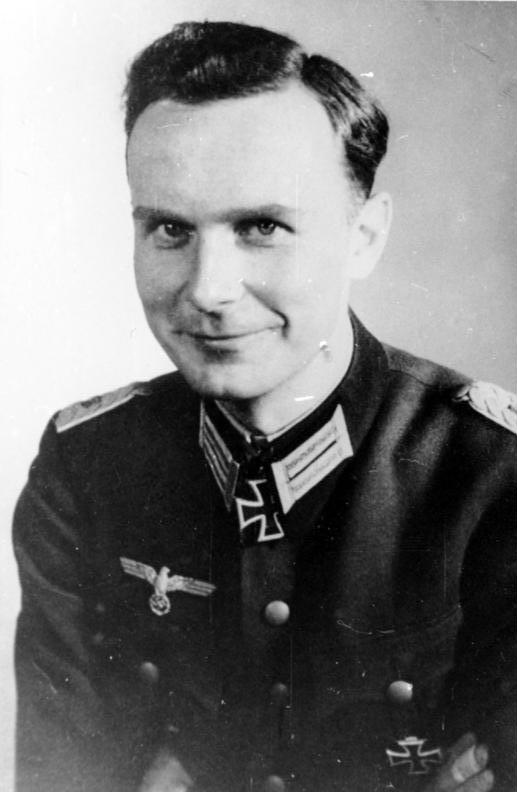
Axel von dem Bussche, 1943

Axel Ernst-August Clamor Franz Albrecht Erich Leo Freiherr von dem Bussche-Streithorst (* 24. April 1919 in Braunschweig; † 26. Januar 1993 in Bonn-Bad Godesberg) war ein deutscher Berufsoffizier, zuletzt im Range eines Majors, Europa-Politiker und Widerstandskämpfer in der Widerstandsgruppe des 20. Juli 1944.

## Motivation zum Widerstand
Axel von dem Bussche wurde 1919 als Sohn des Offiziers und Gutsbesitzers Georg von dem Bussche-Streithorst (1883–1959), des Herrn auf Rittergut Thale, und dessen dänischer Frau Jenny Lassen geboren. Er entstammte dem ostwestfälischem Uradelsgeschlecht Bussche. In Thale besuchte er die Volksschule und legte 1937 das Abitur in München ab. Nach dem Abitur trat er als Offizieranwärter der Wehrmacht in das Infanterie-Regiment 9 der 23. Infanterie-Division in Potsdam ein, das aufgrund seines hohen Anteils an adeligen Offizieren salopp „Regiment Graf Neun“ genannt wurde. Aus diesem Regiment ging eine ganze Reihe von Widerstandskämpfern hervor. 1938/1939 besuchte er die Kriegsschule in Hannover. Im Zweiten Weltkrieg nahm er zunächst am Polen- und Frankreichfeldzug, später am Krieg gegen die Sowjetunion teil. Bereits 1940 erfuhr er während eines Aufenthaltes in Breslau von Pogromen an der Zivilbevölkerung. Am 5. Oktober 1942 wurde der hochdekorierte Oberleutnant als 23-Jähriger auf dem Flugplatz von Dubno in der Ukraine zufällig Zeuge einer Massenexekution von über dreitausend Zivilisten, Männern, Frauen und Kindern – überwiegend Juden – die während zweier Tage von acht SS- und mehreren SD-Leuten systematisch vollzogen wurde. Von dem Bussche hat dieses Verbrechen beschrieben: „SS-Leute führten die Juden an eine Grube. Dort mußten sie sich entkleiden, danach in die Grube steigen, in der schon eine Schicht zuckender Leiber lag: Mit dem Gesicht nach unten mußten sie sich dem Befehl gehorchend auf die Ermordeten legen und wurden dann durch Schüsse in den Hinterkopf getötet.“
Bis dahin hatte sich der Berufsoffizier Bussche an den persönlichen Eid auf den obersten Kriegsherrn Adolf Hitler gebunden gefühlt. Nach diesen Geschehnissen fragte er sich und im Regiment im kleinen Kreis, zu dem unter anderem Richard von Weizsäcker gehörte, weshalb er noch an diesen Eid gebunden sein sollte, der auf Achtung und Gegenseitigkeit beruhe, wenn der Führer diesen unzählige Male durch die von ihm angeordneten Verbrechen bereits gebrochen hatte. Drei Monate nach seinem traumatischen Erlebnis der Massenexekution von Zivilisten stand von dem Bussches Entschluss fest: Es konnte nicht mehr darum gehen, das eigene Leben auf dem Schlachtfeld zu opfern, sondern darum, es für Deutschland gegen Hitler einzusetzen. Dieses bis zu seinem Tode niemals verwundene Erlebnis motivierte ihn, sich durch Vermittlung von Fritz-Dietlof von der Schulenburg dem Widerstandskreis um Claus Schenk Graf von Stauffenberg gegen das Hitler-Regime bewusst anzuschließen.
Im Oktober 1943 reiste er zu Oberstleutnant Stauffenberg nach Berlin. Von dem Bussche, inzwischen zum Hauptmann befördert und beim Grenadier-Regiment 9 als Bataillonskommandeur tätig, war von der Begegnung mit Stauffenberg tief beeindruckt. Er sprach später „von dem hellen Glanz der sicheren Gelassenheit dieses Mannes“. Bussche erklärte, angesichts der von ihm unfreiwillig als Zeuge erlebten Verbrechen gebe es für einen Offizier nur drei Wege, um seine Ehre zu bewahren: „Durch sich Einreihen in die Gruppe der Opfer“ – also Fallen, Fahnenflucht oder Rebellion. Von dem Bussche wurde durch Stauffenberg in die Verschwörungspläne gegen Hitler eingeweiht. Auf die entsprechende Frage Stauffenbergs erklärte er sich ohne Zögern bereit, sein Leben in einem Selbstmordattentat auf Hitler zu opfern. Später rechtfertigte er seinen Tötungsvorsatz mit dem Nothilfe-Paragraphen des deutschen Strafgesetzbuches (§ 32 StGB), den er schon als Rekrut in Potsdam hatte auswendig lernen müssen.

## Attentatsversuch Dezember 1943
Für einen potenziellen Attentäter bestand die wesentliche Problematik darin, mit einer Waffe oder Sprengstoff in Hitlers Nähe zu gelangen. Henning von Tresckow, aus dem gleichen Regiment wie von dem Bussche stammend und neben Stauffenberg der Kopf der Verschwörung, schlug vor, eine Vorführung der für die Ostfront geänderten Uniformen zu nutzen, weil neben Hitler auch Göring und Himmler an der Veranstaltung teilnehmen wollten. Für die Vorführung im Führerhauptquartier Wolfsschanze bei Rastenburg wurde zunächst der 23. November 1943, später der 16. Dezember 1943 bestimmt. Von dem Bussche war ausersehen, den Anwesenden die Vorzüge dieser neuen Uniformen zu erklären, welche von Soldaten vorgeführt werden sollten, die nicht in die Attentatspläne eingeweiht waren. Er beabsichtigte ein Selbstmordattentat, um Hitler in die Luft zu sprengen. In einem geeigneten Augenblick wollte er eine in seiner Uniform verborgene Mine schärfen, die von ihm selbst mit einem Handgranatenzünder versehen worden war. Eine von Stauffenberg vorgeschlagene Bombe mit chemischem Zünder lehnte er ab, weil ihm die Zeitspanne von zehn Minuten vom Scharfmachen bis zur Explosion zu lang erschien. Diese Einschätzung basierte auf der Erfahrung, die zuvor Rudolf von Gersdorff gemacht hatte. Handgranatenzünder hingegen explodieren bereits nach vier bis fünf Sekunden. Bussche plante, das unvermeidliche Zischen des Zünders durch eigenes Räuspern zu überspielen und dabei Hitler zu umarmen, um diesen als Attentatsziel sicher zu töten.
Von dem Bussche hielt sich in der zweiten Novemberhälfte 1943 drei Tage und zwei Nächte in der Gästebaracke des ostpreußischen Führerhauptquartiers Wolfsschanze bereit. Bei seiner Ankunft hatte er den Mitverschwörern Major i. G. Joachim Kuhn und Oberst Helmuth Stieff die ihm von Stauffenberg übergebenen Dokumente zur Durchführung des Staatsstreiches ausgehändigt. Diese Dokumente wurden nach dem Scheitern des Attentatsplanes zusammen mit dem Sprengstoff durch Major Kuhn im Gelände des OKH vergraben, aufgrund Kuhns Angaben zur Lage des Verstecks am 17. Februar 1945 von sowjetischen Offizieren gefunden und teilweise als Kopie im Jahr 1997 von Boris Jelzin an den damaligen deutschen Bundeskanzler Helmut Kohl übergeben. – Von dem Bussche wurde am 18. November 1943 von Stieff informiert, dass der Eisenbahnwaggon mit den Vorführuniformen am 17. November 1943 bei einem alliierten Luftangriff auf Berlin vernichtet worden war. Es hieß daraufhin, dass die Beschaffung von Ersatzuniformen mindestens bis zum Januar 1944 dauern werde. Von dem Bussche begab sich daher wieder zu seiner Einheit an die Ostfront bei Newel, mit der Absicht, das Attentat im Januar 1944 erneut zu versuchen. Jedoch sprach sich sein (in die Pläne nicht eingeweihter) Vorgesetzter Paul Gurran gegen die geplante Vorführung der Uniformen aus, mit dem Ausspruch: „Meine Offiziere sind keine Mannequins“.

## Verwundung und Entkommen
Stauffenberg hatte für von dem Bussche bereits einen Marschbefehl für Februar 1944 von der Ostfront nach Berlin besorgt. Bevor es zu dem Attentat kam, war von dem Bussche am 30. Januar 1944 durch einen sowjetischen Granatsplitter schwer verwundet worden. Ein Bein wurde amputiert. Da er als Träger des von Hitler gestifteten Deutschen Kreuzes in Gold als Privileg mehrere Monate im SS-Lazarett Hohenlychen verbracht hatte, entging von dem Bussche auch der Verfolgungswelle nach dem 20. Juli 1944. Er war neben Fabian von Schlabrendorff, Philipp Freiherr von Boeselager, Ewald-Heinrich von Kleist-Schmenzin, Joachim Kuhn und Rudolf-Christoph Freiherr von Gersdorff einer der wenigen Offiziere der Verschwörergruppe, die den Krieg überlebten.

## Auszeichnungen
- Eisernes Kreuz II. und I. Klasse
- Deutsches Kreuz in Gold
- Ritterkreuz des Eisernen Kreuzes
- Verwundetenabzeichen in Gold
- Verdienstkreuz 1. Klasse 1972

## Späteres Leben
Zum Besitz der Bussches gehörte in Thale ein Rittergut in Gestalt des ehemaligen Klosters Wendhusen. Unmittelbar nach dem Zweiten Weltkrieg, nach der Vertreibung von seinem Besitz in der damals sowjetisch besetzten Zone, studierte er an der Universität Göttingen Rechtswissenschaften und war Vorsitzender des AStA der Universität Göttingen. Nach der Studienzeit arbeitete er als Programmassistent bei der Deutschen Abteilung von BBC London. 1948/49 wirkte er als Lektor und Referent für Werbung im Suhrkamp-Verlag, bis er bis 1953 die Leitung der Pressestelle in dem mit der Vorbereitung neuer deutscher Streitkräfte befassten „Amt Blank“ übernahm. Anschließend wechselte er ins Presse- und Informationsamt der Bundesregierung als Mitarbeiter im Commonwealth- und USA-Referat. Von 1954 bis 1958 diente er als Legationsrat in der deutschen Botschaft in Washington. Von 1959 bis 1962 war er Leiter des Internates Schule Schloss Salem.
Nach Gründung der Deutschen Entwicklungsdienst GmbH wurde er Anfang 1964 zu einem ihrer beiden geschäftsführenden Direktoren berufen; in dieser Funktion hatte er bis 1966 maßgeblichen Anteil am Aufbau der deutschen Entwicklungshilfe-Organisation. Daneben und danach war er ab 1964 Mitglied des Präsidiums des Deutschen Evangelischen Kirchentages, Mitarbeiter im Weltkirchenrat, Berater der Weltbank, Wegbereiter der Stockholmer UN-Umweltkonferenz von 1972 und für ein Jahr Fellow am Wissenschaftskolleg zu Berlin. Hier wirkte er an der Vorbereitung der ersten UN-Umweltkonferenz mit.
Im Jahr 1991 war er einer der erfolglosen Kläger gegen die Bundesregierung vor dem Bundesverfassungsgericht wegen der Nichtrückgabe seines in Thale 1946 von der sowjetischen Besatzungsmacht enteigneten Besitzes. Er empfand die Enteignung (de jure durch die sowjetische Besatzungsmacht, de facto durch deutsche Kommunisten) als ungerecht und in seinem Falle nicht einmal nach sowjetischen Standards gerechtfertigt, weil nach deren Bestimmungen nur „Faschisten“ von Enteignungen betroffen werden sollten, zu denen er sich nicht zählen lassen wollte. Er verstand nicht, weshalb die Regierung der Bundesrepublik, nach 1990 Eigentümerin seines ehemaligen Landbesitzes in Thale, dieses Unrecht nicht durch Rückgabe der Grundstücke an ihn als rechtmäßigen Eigentümer wiedergutmachen wollte. Das Bundesverfassungsgericht argumentierte, die Enteignung und Vertreibung hätten sich vor der Gründung der Bundesrepublik Deutschland im Jahre 1949 ereignet. Die Bundesregierung sei demnach für Kriegsfolgen, die sich vor ihrer Gründung ereignet haben, nicht verantwortlich zu machen. Von dem Bussche empfand die Argumentation des Gerichtes als skandalös. Seiner Auffassung zufolge könne Unrecht nicht zu Recht werden. Wegen dieser Angelegenheit war von dem Bussche zeitweilig mit dem damaligen Bundespräsidenten Richard von Weizsäcker zerstritten, mit dem ihn eigentlich eine jahrzehntelange enge Freundschaft verband. Nach von dem Bussches Tod am 26. Januar 1993 in Bad Godesberg (Beisetzung in der Familiengruft der Familie Dietzsch-Doertenbach in Lehrensteinsfeld) hat seine älteste Tochter Nicola Dietzsch-Doertenbach größere Teile des ehemaligen Familienbesitzes von der Bundesrepublik Deutschland käuflich zurückerworben.

## Familie
Axel Freiherr von dem Bussche-Streithorst entstammte dem alten ostwestfälischen Adelsgeschlecht von dem Bussche und war Sohn von Georg Freiherr von dem Bussche-Streithorst und seiner dänischen Frau Jenny Lassen. Er hatte zwei Geschwister. Sein älterer Bruder Cuno ist im Zweiten Weltkrieg gefallen. Seit 1950 war er selbst mit der Engländerin Lady Camilla Mildred Nicola Acheson (Tochter des Archibald Acheson, 5. Earl of Gosford und Mildred Carter), geschiedene Schenk Freifrau von Stauffenberg, verheiratet. Er hatte mit ihr die Töchter Nicola Dietzsch-Doertenbach, geb. Freiin von dem Bussche-Streithorst, und Jane (Johanna) Freiin von dem Bussche-Streithorst. Aus Lady Camillas erster Ehe mit Hans Christoph Schenk Freiherr von Stauffenberg stammen ihre drei Söhne Sebastian, Patrick und Damian Schenk Freiherr von Stauffenberg. Axel von dem Bussche war Vetter des dänischen Widerstandshelden Anders Lassen, der im Zweiten Weltkrieg in der britischen Armee gegen Deutschland kämpfte.